# Capitale de l'or
Pour plus de détails, voir Fiche technique et Distribution.
Capitale de l'or (anglais : City of Gold) est un film documentaire canadien de 1957 sur la ruée vers l'or du Klondike à Dawson City à la fin du XIXe siècle, co-réalisé par Colin Low and Wolf Koenig (en). L'utilisation innovante de photos d'archives dans le film a contribué à inspirer l'effet Ken Burns.

## Fiche technique
- Titre original : City of Gold
- Réalisation : Colin Low et Wolf Koenig
- Production : Tom Daly
- Texte :  Roman Kroitor et Gilbert Choquette (version française)
- Narration : Robert Gadouas (version française) et Pierre Berton (version anglaise)
- Musique : Eldon Rathburn (en)
- Société de production : Office national du film du Canada
- Pays d'origine :  Canada
- Format : Noir et blanc
- Durée : 21 min 38 s (version française)

## Distinctions
- Prix du documentaire, court métrage, Festival de Cannes 1957
- Film de l’année, Palmarès du film canadien, 1958
- Nomination, Oscar du meilleur court métrage en prises de vues réelles, 1958[2]